# 貴子里
25°02′27″N 121°25′07″E / 25.0407303°N 121.4184748°E
貴子里是位於新北市泰山區的一個里，於2010年12月25日從村改制而成。

## 交通

### 主要道路
- 明志路三段：縱向貫穿泰山的最主要道路，亦為107縣道，北接五股區成泰路通往八里淡水，南接新莊區中正路，延路商店綿延不絕，是泰山區的都會中心。
- 南泰路〖工專路〗：東連結南林路，西連結明志路三段。往南林科技園區。以連接山下與山上，亦可透過此路通往桃園市龜山區華亞科技園區與多數工業區。

### 客運

#### 三重客運
- 637（五股/泰山明志路－台北）
- 638（五股－捷運南京東路站）
- 858（樹林－林口長庚醫院）

#### 指南客運
- 797（五股-市政府）
- 801（五股－捷運新莊站－松山機場）
- 880（樹林－淡海）
- 1501（五股－動物園）
- 1503（五股－動物園）

## 教育
- 明志科技大學：《明志工專》校網[1][2]

## 經濟
- 南林科技園區

## 旅遊
- 土地公廟
- 貴子兒童公園

## 出身人物
- 宋明宗：新北市議員